# パニッシャー (テレビドラマ)
『パニッシャー』 (Marvel's Punisher) は、同名のコミックのテレビドラマ版。マーベル・シネマティック・ユニバースシリーズの1作品である。ネットフリックスにて2シーズン（全26話）が公開されていた。

## 概要
「マーベル・コミック」のアメリカン・コミックの実写作品を同一の世界観で扱う『マーベル・シネマティック・ユニバース』シリーズに属する作品であり、テレビドラマ版『デアデビル』のスピンオフ作品でもある。
元軍人であり、家族を殺害された後に私刑執行人として暗躍していたフランク・キャッスル（パニッシャー）を、ジョン・バーンサルが演じる。製作は『デアデビル』と同様、マーベル・テレビジョンとABCスタジオの共同で行われた。
2017年11月17日にシーズン1の全話が配信され、シーズン2は2019年1月18日に配信された。2019年2月、2シーズンをもって完結することが発表された。
なお、Netflixとマーベルの間で交わされた契約に従い、パニッシャーが打ち切られてから2年間はNetflixと共同制作したドラマシリーズのキャラクターを使用できないため、マーベルが本シリーズやキャラクターの権利を再取得できるのは早くて2021年2月頃となった。そして、同年2月19日に該当の契約が消滅したとアメリカの現地メディアが報じた。これにより、Netflixが製作に関わらないマーベルのドラマや映画に本シリーズのキャラクターを登場させることが可能になった。
その後、2022年2月28日をもって、本作品や『デアデビル』を始めとする、マーベルとNetflix共同制作のドラマシリーズが全世界において、Netflixでの配信を終了した。その後、同年3月16日からDisney+のサービス展開地域にて順次配信されることが同月1日にウォルト・ディズニー・カンパニーから発表された。日本では同年6月24日に配信されることが同月14日にウォルト・ディズニー・ジャパンから発表された。

## キャスト

### メイン
フランク・キャッスル / パニッシャー (Frank Castle / Punisher)
演 - ジョン・バーンサル、日本語吹替 - 坂詰貴之
ギャングの抗争に巻き込まれ、最愛の家族を殺害された元海兵隊員。私刑執行人パニッシャーとして犯罪者を次々と殺害している。軍隊時代はアメリカ海兵隊武装偵察部隊に所属し、CIAの秘密作戦にも従軍していた。
ビリー・ルッソ / ジグソウ (Billy Russo / Jigsaw)
演 - ベン・バーンズ、日本語吹替 - 佐藤拓也
フランクの軍人時代から親友の元海兵隊員。除隊後は民間軍事会社アンヴィルの経営者として成功している。
ダイナ・マダニ (Dinah Madani)
演 - アンバー・ローズ・レヴァ、日本語吹替 - 渡辺ゆかり
アメリカ合衆国国土安全保障省"DHS"の捜査官。カンダハルで同僚だったアーマッド・ズバイルが拷問され殺害の映像をマイクロから受け取って以来、その事件の捜査に執念を燃やす。
デヴィッド・リーバーマン / マイクロ
演 - エボン・モス・バクラック、日本語吹替 - 志村知幸
元NSA分析官。カンダハルでの米兵によるアーマッド・ズバイルの殺人を告発しようとして殺されかけた。
ウイリアム・ローリンズ
演 - ポール・シュルツ、日本語吹替 - 山田浩貴
CIA上級工作要員。
カンダハルでフランクやビリーを上官としてケルベロス作戦の指揮を執った人物。
カレン・ペイジ
演 - デボラ・アン・ウォール、日本語吹替 - 木下紗華
ニューヨーク・ブルティンの記者。
カーティス・ホイル
演 - ジェイソン・R・ムーア、日本語吹替 - 杉村憲司
元衛生兵でフランクの親友。帰還兵のセラピストで保険のセールスマン。義足。
サム・ステイン
演 - マイケル・ナサンソン
DHSの捜査官でマダニの相棒。
ジョン・ピルグリム
演:  ジョシュ・スチュワート
シュルツ家の使用人。キリスト教原理主義者。(S2)
エイミー・ベンディックス
演 - ジョージア・ウィガム
詐欺師の不良少女。 (S2)
クリスタ・デュモン
演 - フロリアナ・リマ
ビリーの担当心理療法士。 (S2)

### リカーリング
- カールソン・ウォルフ - C・トーマス・ハウエル：DHSの腐敗捜査官。
- ルイス・ウィルソン - ダニエル・ウェバー、日本語吹替 - 関雄：陸軍の帰還兵。精神を病んでいる。
- サラ・リーバーマン - ジェイミー・レイ・ニューマン、日本語吹替 - 土井真理：デヴィッドの妻。
- ファラ・マダニ‐ショーレ・アグダシュルー：ディナ・マダニの母親。
- ブレット・マホニー - ロイス・ジョンソン：ニューヨーク市警の刑事
- レイ・スクーノヴァ - クランシー・ブラウン：軍時代のフランクの上官。
- ラファエル・ヘルナンデス- トニー・プラナ：DHS指揮官、ディナの上司。
- アンダーソン・シュルツ- コービン・バーンセン：大物実業家、政界にも大きな影響力を持つ(S2)。
- エリザ・シュルツ - アネット・オトゥール：アンダーソンの妻(S2)。

## エピソード

### シーズン1
| 通算 話数 | タイトル                             | 監督           | 脚本                  | 公開日         |
| --- | ------------------------------------ | -------------- | --------------------- | -------------- |
| 1 | "午前3時" "3 AM"                     | Tom Shankland  | Steve Lightfoot       | 2017年11月17日 |
| フランク・キャッスルは復讐を終え、別人を装い解体業を営んでいた。そんな時、職場に新人のドニーが現れ、フランクに絡むタチの悪い同僚と接近していく。一方、DHS捜査官のマダニはアフガニスタンの警察官が殺害される事件を捜査しており、事件に関わったと見られるフランクを探していた。                                                      |                                      |                |                       |                |
| 2 | "死んだはずの男が2人" "Two Dead Men" | Tom Shankland  | Steve Lightfoot       | 2017年11月17日 |
| フランクはドニーを殺そうとした同僚などを始末するが、マイクロを名乗るサイバーテロリストから思いもよらない電話を受け、マダニが捜査していた警察官殺害事件の映像を送り付けられ、対抗するためにマイクロと離れ離れになった妻のサラに近づく。一方、マダニは民間軍事会社アンヴィルの訓練に参加し、フランクの元戦友であるビリーと知り合う。 |                                      |                |                       |                |
| 3 | "カンダハール" "Kandahar"            | Andy Goddard   | Steve Lightfoot       | 2017年11月17日 |
| マイクロを拘束したフランクは、彼を容赦なく尋問する。フランクはアフガニスタンのカンダハールで「ケルベロス作戦」という対反乱作戦に参加していたが、それは非人道的かつ無謀な作戦であった。 |                                      |                |                       |                |
| 4 | "武器の調達" "Resupply"              | Kari Skogland  | Dario Scardapane      | 2017年11月17日 |
| フランクは武器を調達するためギリシャ人より武器を奪取しようと試みるが、マダニもまたギリシャ人の武器を摘発しようとしていた。一方フランクの戦友であったカーティスは、精神を病んだルイスという帰還兵の青年に気をかける。 |                                      |                |                       |                |
| 5 | "グンナー" "Gunner"                  | Dearbhla Walsh | Michael Jones-Morales | 2017年11月17日 |
| 戦闘の末に負傷したマダニを助けたフランクは、「ケルベロス作戦」の非道さを告発したと思われる戦友・グンナーとコンタクトを取ろうとする。しかし人里離れたグンナーの居住区には、いつの間にか「ケルベロス作戦」でフランクと因縁を持つCIA工作員・ローリンズが傭兵を何人も送り込んでいた。                                                  |                                      |                |                       |                |
| 6 | "黒いヤギ" "The Judas Goat"          | Jeremy Webb    | Christine Boylan      | 2017年11月17日 |
| フランクが瀕死の状態になり、マイクロの要請によりカーティスは彼を助ける。一方、ビリーと深い仲になったマダニは、自分を助けたフランクが生きていることを徐々に確信し始める。やがてフランクは、かつて共に戦ったビリーと再会していく。                                                                                                   |                                      |                |                       |                |
| 7 | "ターゲット捕捉" "Crosshairs"        | Andy Goddard   | Bruce Marshall Romans | 2017年11月17日 |
| ビリーはローリンズと繋がっていた。フランクは米軍基地に潜入し、「ケルベロス作戦」に関わってヘロイン密輸を担当していたベネット大佐から情報を引き出そうとする。マダニはグンナーを調べ始めてから彼が襲撃されたことから、自分達の捜査が盗聴されていることに気付く。                                                                     |                                      |                |                       |                |
| 8 | "白刃" "Cold Steel"                  | Antonio Campos | Felicia D. Henderson  | 2017年11月17日 |
| フランクは、サラが自分に惹かれつつあることに気づき、それにうなだれるマイクロの家族への想いを知る。盗聴に気付いたマダニはニセの作戦を行い、現場に現れたものを確保しようとするが、そこには顔を隠したビリーと傭兵達が待ち構えた。 |                                      |                |                       |                |
| 9 | "敵の真正面" "Front Toward Enemy"    | Marc Jobst     | Angela LaManna        | 2017年11月17日 |
| おとり作戦の結果銃撃戦が発生し、サムが殉職してしまう。一方、精神のバランスを崩したルイスは大規模な爆破テロを敢行。カーティスが止めに入るが、ルイスは彼を叩きのめし、カーティスを助けに来たフランクと連絡を取る。 |                                      |                |                       |                |
| 10 | "野蛮な美徳" "Virtue of the Vicious" | Jim O'Hanlon   | Ken Kristensen        | 2017年11月17日 |
| ルイスの次の標的は、銃規制派の議員だった。フランクはルイスを止めカレンを助けようと、マダニはサムらが殉職した銃撃戦についてビリーに問い詰めるために議員のいるホテルに向かう。しかし、やがて二人はビリーの裏切りを知ることになる。フランクはその後ルイスと対峙し、彼の最期を見届ける。                                               |                                      |                |                       |                |
| 11 | "助けたい人達" "Danger Close"        | Kevin Hooks    | Felicia D. Henderson  | 2017年11月17日 |
| 警官に扮装した「アンヴィル」の傭兵が、サラと息子のザックを拉致した。ビリーが敵に回ったと知ったフランクは逃げ延びた娘のレオをマイクロに任せ、入手した情報を元に隠れ家に近づいていく「アンヴィル」の傭兵達と正面切っての勝負を挑む。                                                                                                 |                                      |                |                       |                |
| 12 | "家" "Home"                          | Jet Wilkinson  | Dario Scardapane      | 2017年11月17日 |
| ダイナに確保されたフランクはDHS本部で尋問を受け、自らとビリー、ローリンズらがしてきた「ケルベロス作戦」についてのすべてを自白する。やがてフランクはサラとザックと引き換えに、ローリンズとビリーに身柄を押さえられ、凄惨な拷問を受けることになる。                                                                                  |                                      |                |                       |                |
| 13 | "メメント・モリ" "Memento Mori"      | Stephen Surjik | Steve Lightfoot       | 2017年11月17日 |
| ビリーの裏切りによりローリンズを殺したフランクは、ダイナの父親によって治療され事なきを得る。一方、ビリーは指名手配され、フランクを見つけるためにカーティスに迫る。フランクは家族が死んだ遊園地のメリーゴーランドで、ビリーとの因縁の戦いに挑む。                                                                                   |                                      |                |                       |                |

### シーズン2
| 通算 話数 | シーズン 話数 | タイトル                               | 監督                       | 脚本                             | 放送日        |
| --- | ------------- | -------------------------------------- | -------------------------- | -------------------------------- | ------------- |
| 14 | 1             | "酒場のブルース" "Roadhouse Blues"     | Jim O'Hanlon               | Steve Lightfoot                  | 2019年1月18日 |
| フランク・キャッスルは、放浪の旅を経てデトロイトのバーでとある少女を発見した。少女は牧師の服装をした男・ピルグリムが率いる殺し屋達に狙われていて、バーでの乱戦となるがその中でフランクと親交を深めた女性が撃たれてしまう。                                                 |               |                                        |                            |                                  |               |
| 15 | 2             | "闘争か逃走か" "Fight or Flight"       | Jim O'Hanlon               | Steve Lightfoot                  | 2019年1月18日 |
| 女性を病院に運び終えたフランクと少女は、オハイオのモーテルでピルグリムの手下たちと再び相対する。一方、ニューヨークで精神病院に拘束されていたビリーは、喪失した記憶の中でフランクの存在に怯え始める。                                                                       |               |                                        |                            |                                  |               |
| 16 | 3             | "神の使い" "Trouble the Water"         | Jeremy Webb                | Ken Kristensen                   | 2019年1月18日 |
| オハイオの保安官達はモーテルでの戦いによりフランクと少女らを拘束するが、ピルグリム達の襲撃に悩まされることになる。一方、精神のバランスを崩したビリーは、セラピー中に暴れたことから飛び出してきた警官を殴り飛ばして脱走をする。                                             |               |                                        |                            |                                  |               |
| 17 | 4             | "消せない痕跡" "Scar Tissue"           | Iain B. MacDonald          | Angela LaManna                   | 2019年1月18日 |
| ビリーを追うマダニにより、フランクはニューヨークに舞い戻る。マダニが用意した隠れ家の中で、少女は自分の本名がエイミーであることを明かす。脱走を果たしたビリーは幼少期に自分を虐待した施設の職員を探し当て殺害する。                                                         |               |                                        |                            |                                  |               |
| 18 | 5             | "手の平の上で踊れ" "One-Eyed Jacks"    | Stacie Passon              | Dario Scardapane                 | 2019年1月18日 |
| エイミーがシカゴで奪ったネガを奪い取るため、ピルグリムは故郷であるニューヨークに赴く。フランクはエイミーが奪ったものが何であるか知るために、本来買い手となるはずだった男と関係が深いロシアン・マフィアと接触する。                                                         |               |                                        |                            |                                  |               |
| 19 | 6             | "狩人" "Nakazat"                       | Jamie M. Dagg              | Christine Boylan                 | 2019年1月18日 |
| フランクはロシアン・マフィアの頭目を問い詰め、アメリカ政府に大きな影響力を持つシュルツ家の子息が同性愛者であり、キスの写真が入ったそのネガを保守的なシュルツ家への脅迫材料にしていたことを知る。ネガを狙っていたピルグリムは、フランクに命を見逃されたその頭目を撃ち殺す。 |               |                                        |                            |                                  |               |
| 20 | 7             | "最悪な1日" "One Bad Day"              | Jet Wilkinson              | Felicia D. Henderson             | 2019年1月18日 |
| フランクとカーティスは、ビリーを本当に止めるには殺すしかないという結論に達する。自分を匿うカウンセラーのクリスタや帰還兵を魅了したビリーはギャング団を作り上げ、換金所を狙った武装強盗を実行に移す。                                                                       |               |                                        |                            |                                  |               |
| 21 | 8             | "裏切られた思い" "My Brother's Keeper" | Michael Offer              | Bruce Marshall Romans            | 2019年1月18日 |
| 強盗現場のニューヨーク市街でフランク、ビリーとその一派、警察が入り乱れた壮絶な銃撃戦が発生する。ビリーを追うあまりフランクは情緒不安定になり仲間と揉め、ビリーの心の傷に惹かれるクリスタは、彼の心を治癒を求めつつ支配しようとする。                                       |               |                                        |                            |                                  |               |
| 22 | 9             | "カオス" "Flustercluck"                | Salli Richardson-Whitfield | Steve Lightfoot & Ken Kristensen | 2019年1月18日 |
| ビリーと仲間たちは軍人としての経験をもとに強盗・殺人を繰り返し勢力を伸ばしていく。シュルツはピルグリムのコネを活かしてフランクとエイミーに対して賞金をかけ、彼らはニューヨークのギャング達に追われることになる。                                                           |               |                                        |                            |                                  |               |
| 23 | 10            | "心に残る闇" "The Dark Hearts of Men"  | Alex Garcia Lopez          | Steve Lightfoot & Angela LaManna | 2019年1月18日 |
| ピルグリムはギャングだった頃の仲間と出会い、壮絶な乱闘の末にその場を切り抜けるが、満身創痍の中かつての自分を思い出し始める。フランクはカーティスとともにビリー達のアジトを襲うが、罪のない女性たちの死体を見つけ、自分が殺したと思い絶望する。                             |               |                                        |                            |                                  |               |
| 24 | 11            | "奈落の底" "The Abyss"                 | Meera Menon                | Laura Jean Leal                  | 2019年1月18日 |
| フランクは警察に逮捕され、カレンやマダニの呼びかけにもフランクは応えることがない。カレンとマダニはフランクの無実を証明するため、死体の検視を行う。ピルグリムは自分の妻の死を知らされ、徐々に自らの信仰に葛藤が生じ始める。                                                 |               |                                        |                            |                                  |               |
| 25 | 12            | "衝突必至" "Collision Course"          | Stephen Kay                | Dario Scardapane                 | 2019年1月18日 |
| ピルグリムはフランク達のアジトを襲い、仕留め損ねるもエイミーは彼の車に隠れ、逆に彼の居所をつきとめることの成功する。クリスタがビリーと通じていることに気づき始めたマダニは彼女を問い詰めて乱闘になり、クリスタを地面に突き落とす。                                         |               |                                        |                            |                                  |               |
| 26 | 13            | "つむじ風" "The Whirlwind"             | Jeremy Webb                | Steve Lightfoot                  | 2019年1月18日 |
| フランクはシュルツの息子を拉致し、ピルグリムは戦いの中でエイミーを確保。一方ビリーはクリスタを叩き落としたマダニに襲いかかるが、銃撃を受けて重傷を負う。戦いの中でフランク、ビリー、マダニ、エイミー、カーティス、ピルグリム、シュルツ家の運命が交錯する。                 |               |                                        |                            |                                  |               |

## 評価

### 批評
第1シーズンは批評集積サイトのRotten Tomatoesに79件のレビューがあり、批評家支持率は67%、平均点は10点満点で6.70点となっている。また、Metacriticには20件のレビューがあり、加重平均値は55/100となっている。
第2シーズンはRotten Tomatoesに36件のレビューがあり、批評家支持率は61%、平均点は10点満点で6.70点となっている。また、Metacriticには6件のレビューがあり、加重平均値は58/100となっている。